# Aéroport international de Paro
 (septembre 2023).
L'aéroport de Paro (code IATA : PBH • code OACI : VQPR) est l'unique aéroport international du Bhoutan. Il se situe à 6 kilomètres de la ville de Paro, à une altitude de 2 235 mètres. Avec des sommets environnants atteignant 5 500 mètres, il est considéré comme l'un des aéroports les plus dangereux au monde et seul un très petit nombre de pilotes sont certifiés pour atterrir à l'aéroport (50 en 2024). En 2018, l'aéroport a accueilli 397 599 passagers.

## Caractéristiques
L'aéroport possède une piste, un terminal passagers ainsi qu'un terminal cargo.
Il est construit à proximité de la rivière Paro Chhu et sa piste ne fait que 30 mètres de large (au lieu des 45 m habituels) pour 2 000 m de long. Il est entouré de montagnes qui culminent à 5 490 mètres. De ce fait, son utilisation est très difficile et l'atterrissage constitue un vrai défi pour les pilotes.
Le système de guidage au sol des aéronefs est vétuste, ce qui oblige les pilotes à faire leur approche de façon entièrement manuelle. La descente doit se faire en cheminant entre les montagnes pour suivre la topographie de la vallée. La piste n'est visible qu'au dernier moment, juste après avoir contourné une dernière crête. L'agence de voyage Travel & Leisure indiquait qu'il n'y avait que huit pilotes bhoutanais certifiés pour y atterrir[Quand ?]. En 2016, le documentaire Atterrissage imminent de la chaîne France 5, indiquait qu'il n'y avait que 26 pilotes certifiés dans le monde pour y atterrir.
En 1990, la piste de l'aéroport a été allongée de 1 402 à 1 964 m (4 600 à 6 445 pieds) . Elle a été également renforcée pour pouvoir accueillir des avions plus lourds.  Un hangar pour avion y a été construit. Le projet a été financé par le gouvernement indien dans le cadre du plan de développement de l'aéroport de Paro.

## Situation
| \| 30 km1:4 873 000 \| Paro Bathpalathang Yongphulla Gelephu |
| 30 km1:4 873 000                                             |

## Trafic
En 2018, l'aéroport a traité 397 599 passagers pour 6 761 mouvements d'avion.

## Compagnies aériennes et destinations
Seules deux compagnies aériennes proposent des vols réguliers depuis l'aéroport de Paro : la compagnie aérienne nationale du Bhoutan, Drukair, et une compagnie aérienne privée, Bhutan Airlines.

### Drukair
La compagnie nationale bhoutanaise Drukair a établi sa plate-forme de correspondance dans cet aéroport.
Le 21 novembre 1988 elle a acquis son premier avion à réaction, un BAe 146-100. En 2003, elle cherchait un remplaçant pour le BAe 146 et le 19 octobre 2004, le premier Airbus A319-100 de la compagnie aérienne est arrivé à Paro.

### Autres compagnies
Buddha Air est devenue la première compagnie aérienne internationale à exploiter des vols charters vers Paro en août 2010.  Tashi Air est la première compagnie aérienne privée du Bhoutan ; elle a été créée en décembre 2011.

### Destinations
| Compagnie       | Destinations |
| --------------- | --- |
| Bhutan Airlines | Bangkok–Suvarnabhumi, Delhi, Katmandou, Calcutta En saison: Gaya                                                                    |
| Drukair         | Bagdogra, Bangkok–Suvarnabhumi, Delhi, Dacca, Gelephu, Guwahati, Jakar, Katmandou, Calcutta, Singapour, Trashigang En saison : Gaya |

## Galerie

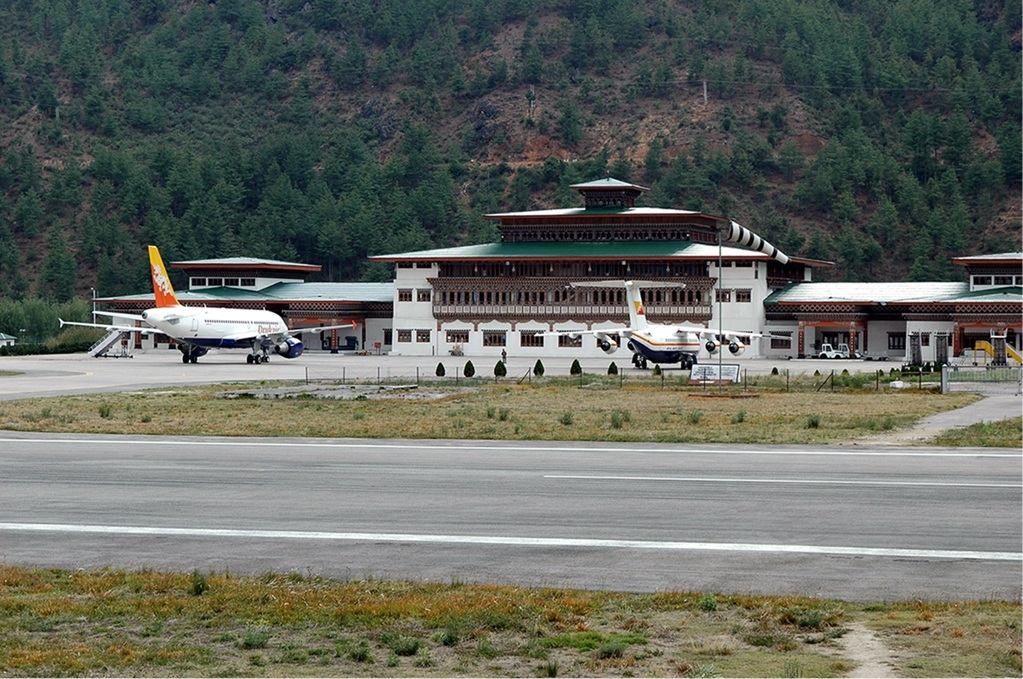
L'aéroport international du Bhoutan en 2005.
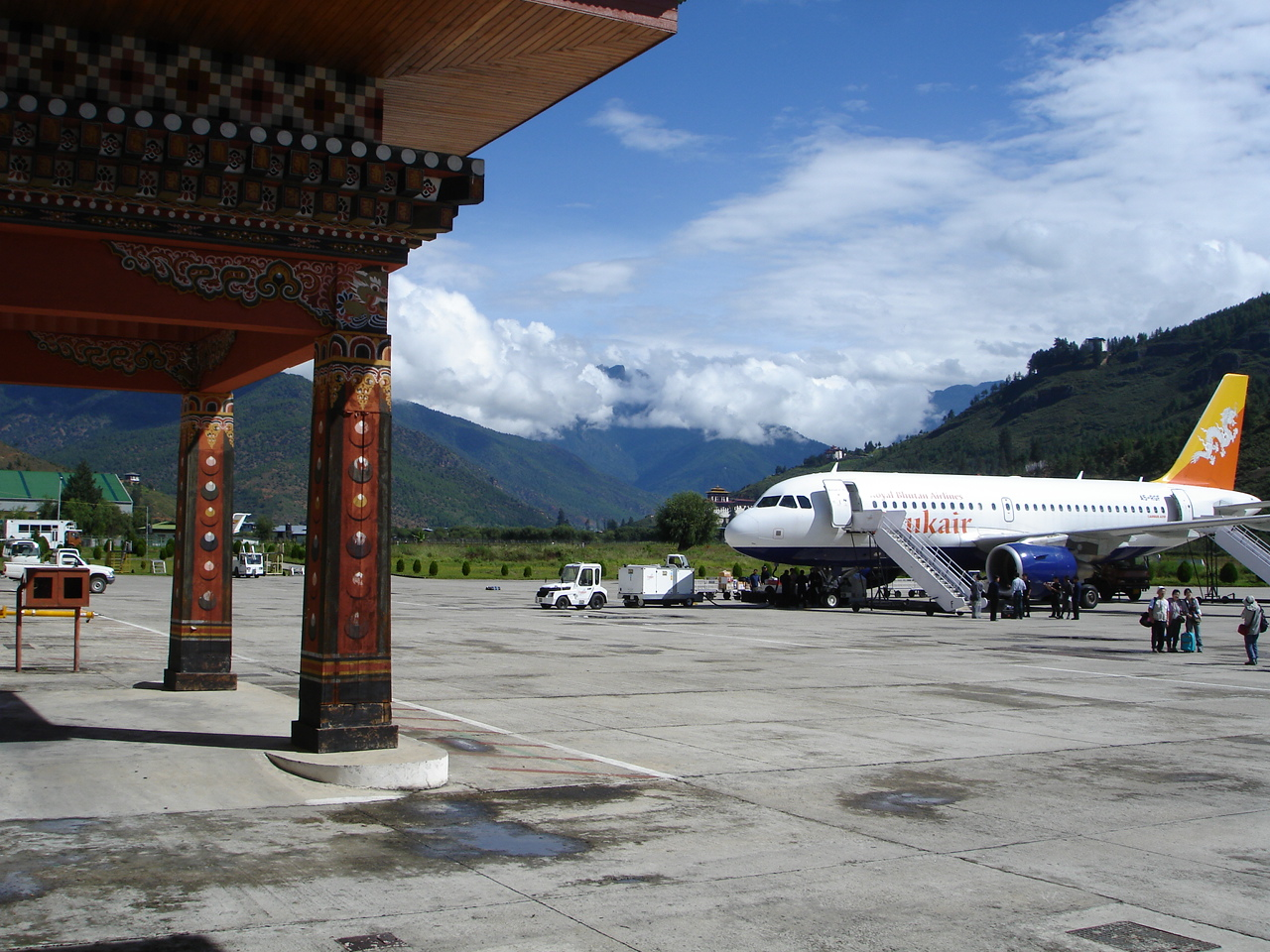
L'aéroport de Paro en 2006.
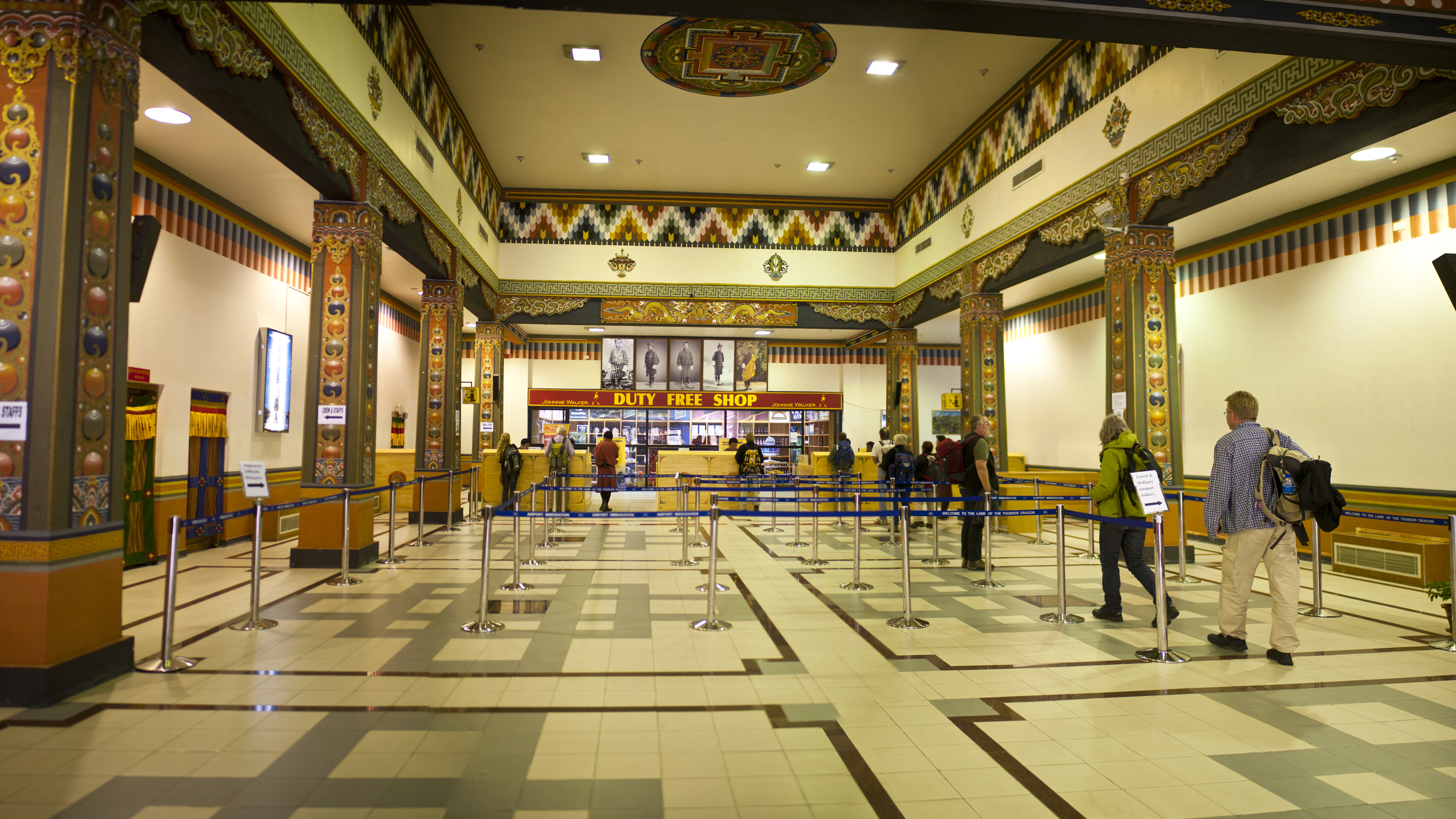
Intérieur de l'aéroport en 2011